# Köksu
Der Köksu (kasachisch Көксу – „blauer Fluss“; russisch Коксу, Кок-Су Koksu) ist ein linker Nebenfluss des Qaratal im Gebiet Schetissu im Südosten von Kasachstan.
Der Köksu entspringt am Südwesthang des Dsungarischen Alatau. Im Oberlauf, oberhalb der Einmündung des Qasan, heißt der Fluss Qaraaryk (Қараарық). Der Köksu fließt in überwiegend westlicher Richtung durch das Bergland. Unterhalb der Siedlung Rudnitschny mündet der Köktal von links in den Fluss. Der Köksu setzt seinen Lauf nach Nordwesten fort und erreicht nach 205 km, kurz nach Passieren von Balpyk Bi, dem Hauptort des Verwaltungsbezirks Köksu, den Qaratal. Der Köksu entwässert ein Areal von 4670 km². 46 km oberhalb der Mündung beträgt der mittlere Abfluss 57 m³/s. Im Tal des Köksu wird Landwirtschaft betrieben. Am Unterlauf befinden sich zwei Wasserkraftwerke.